# León (Spanien)
 For alternative betydninger, se Leon. (Se også artikler, som begynder med Leon)
León er en by i regionen Castilien og Leon i det nordlige Spanien, med 122.243(2024) indbyggere. Byen ligger 333 kilometer nordvest for hovedstaden Madrid, og er blandt andet kendt for sin store katedral, der blev bygget i årene mellem 1255 og 1302.